# Oswald d'Andréa
Pour les articles homonymes, voir d'Andréa.
 (avril 2020).
Si vous disposez d'ouvrages ou d'articles de référence ou si vous connaissez des sites web de qualité traitant du thème abordé ici, merci de compléter l'article en donnant les références utiles à sa vérifiabilité et en les liant à la section « Notes et références ».
Oswald d'Andréa, né le 9 août 1934 à Tunis et mort le 4 septembre 2024 à Besançon, est un pianiste, compositeur, arrangeur français.
Il compose des musiques originales pour le cinéma, le théâtre, la chanson, la télévision et la radio.

## Biographie
Oswald Antoine Marie d'Andréa naît le 9 août 1934 à Tunis,.
Il reçoit un premier prix de piano à 15 ans, suivi rapidement l'année suivante (en 1950) d'un prix d'harmonie. Selon les principes d'une éducation bourgeoise, poussé par ses parents qui veulent pour lui « un métier sûr et honorable », il quitte sa Tunisie natale et vient en France pour poursuivre de très sérieuses études en pharmacie.
Une biographie officielle de 1969 raconte ainsi ses débuts de carrière : « … C'est donc entre un cours de faculté et une séance de laboratoire qu'Oswald se laisse tout de même tenter par une proposition de concert par ci, ou un accompagnement de vedette par là ; et aussi à l'écriture de quelques arrangements qui le font vite remarquer dans les milieux professionnels de la musique. »
Dans les coulisses d'une scène dans le milieu des années 1950, Oswald d'Andréa est amené à rencontrer Maurice Pon, parolier, entre autres, de Henri Salvador, pour qui il avait écrit  Une chanson douce, et qui l'initie aux différents métiers de la musique. Les musiciens qui composent d'instinct ont besoin d'un copiste pour transcrire « à la volée » ce qu'ils ont imaginé. Oswald d'Andréa se voit confier plusieurs retranscriptions en partition pour Salvador donc, mais pas seulement. De ce jour naît une amitié indéfectible qui s'étendra sur plusieurs décennies. Une photo prise dans les coulisses de Bobino par la presse se veut un témoignage de cette histoire.
Rapidement après des débuts sur scène en pointillé, la rigueur du scientifique reprend le pas sur la nonchalance artistique : il commence alors à composer ses premières œuvres, ses premières musiques de chansons et dirige ses premiers orchestres qui accompagneront en studio et sur scène de nombreux artistes. On le retrouve ainsi comme compositeur, arrangeur, chef d'orchestre et musicien studio ou scène pour Georges Brassens, Pia Colombo, Maurice Fanon (pour La Petite Juive), Boby Lapointe, Catherine Sauvage, Henri Tachan…
À partir de 1959, Oswald D'Andréa participe à plusieurs tournées Jacques Canetti dont Brassens est la vedette. Il y accompagne certains artistes de la première partie, dont Boby Lapointe (chanson Tirez sur le pianiste) et Pia Colombo (chansons Tique Taque).
En 1963, Oswald d'Andréa relève un nouveau défi avec son orchestre et enregistre un disque vibrant d'hommages à la musique de Brassens, dont certains, dans des critiques acerbes, en décrient régulièrement les qualités musicales. Le titre de l'album paru chez Philips est volontiers provocateur Chansons sans paroles de… Georges Brassens. On retrouve parmi l'orchestre de cet enregistrement Pierre Gossez au saxophone.
Un croquis de l'époque annoté par Oswald d'Andréa lui-même témoigne de la richesse de l'univers musical créé et en fait une disposition précise sur le plateau d'enregistrement : l'orchestre, réuni pour l'occasion, comprend 4 saxophones, 4 trompettes, 4 trombones, 3 basses symphoniques, 1 hautbois, 1 clarinette, 4 violoncelles, 1 basse tempo, 1 basse électrique, 2 flûtes, 1 accordéon, 12 violons, 2 batteries, 1 harpe, 1 vibraphone, 1 xylophone, 2 guitares, 3 timbales, 1 chœur, 1 clavecin et 1 célesta.
Après cette réécriture novatrice de la musique de Brassens, presque quarante années plus tard (en 2010), Oswald D'Andrea crée de nouveaux arrangements originaux pour la formation clarinette-violoncelle-guitare-voix du quatuor l'Amandier. En conclusion de leur présentation de Vaison, il déclare à la presse locale : « c'est la démarche inverse : après le grand orchestre, la musique de chambre. »
En 1964, la maison de disques Polydor sort une de ces premières créations complètes en LP intitulé Tokio 64 Olympic Disc. Ce disque suscite encore de nos jours un intérêt particulier pour toute oreille musicale qui se respecte.
À partir de la fin des années soixante, il entame une riche collaboration avec le producteur Moshe Naïm. Il enregistre plusieurs de ses créations d'œuvres musicales avec Moshe Naïm, nouvelle maison de disques fraichement créée : Concerto pour commencer un concert, 12 divertissements pour piano, Le temps : 0-12-24 (Les uns par les autres), Le temps : les 12 signes du zodiaque…
En 1969, Oswald d'Andréa compose le générique de l'émission RTL non stop, présentée par Philippe Bouvard et diffusée sur RTL. Ce morceau comprend des « blancs » de quelques secondes pendant lesquels Philippe Bouvard annonce le titre de l'émission et le nom de la speakerine dénommée Nicole. Cet enregistrement jette les bases de ses compositions sur Le temps (Les uns par les autres) auxquelles Moshe Naïm consacrera deux albums en 1971 et 1973.
Fin 1969 et début 1970, D'Andréa devient directeur musical du TEP, autrement connu sous le nom de théâtre de l'Est parisien. Oswald y écrit, orchestre, dirige des musiques de scène pour des œuvres de Bertolt Brecht. Le metteur en scène de ces œuvres était Guy Rétoré qui dirigeait ce théâtre qu’il avait lui-même créé (devenu Théâtre National puis Théâtre de la colline). Ces travaux musicaux pour L'Opéra de quat'sous et Sainte Jeanne des Abattoirs lui vaudront d'être catalogué, même quand il abordera la comédie musicale avec Jérôme Savary. Cette réputation, pour être flatteuse, n'en était pas moins réductrice. Il trouve alors une parade en réenregistrant ses compositions en direct en concert à deux pianos sur disque LP avec son épouse Nicole. Le disque Brecht konzert paraît toujours chez Moshe Naïm, sa pochette dessinée au trait en noir et blanc contrastant avec le rouge de propagande des artistes estampillés communistes qu'il côtoie.
Au sujet de sa collaboration longue et fructueuse avec Catherine Sauvage, on raconte aussi que «… pour soutenir sa mémoire, lors de ces accompagnements « épisodiques », Oswald ne se séparait pas de quelques notes, regroupées dans un petit classeur. Si dans les récitals, Oswald accompagnait Catherine Sauvage au piano (souvent avec la participation de Pierre Nicolas), au disque, c'est-à-dire en studio, il était également parfois à la tête d'un orchestre. C'est le cas pour cette version de Avec le temps, chanson que Léo Ferré avait offerte à Catherine.»
En 1977, il enregistre de nouvelles compositions en disque LP Musiques originales des films imaginaires d'Oswald d'Andrea et Piano Formes toujours avec Moshe Naïm.
Durant cinq années, il sera comme il le dit lui-même en interview, marié à Jérôme Savary afin d'assurer le poste de directeur musical de ses spectacles. Savary veut proposer une adaptation française de Cabaret : elle sera montée au Théâtre du 8ème de Lyon avec Ute Lemper puis triomphera à Paris, au Théâtre Mogador et en tournée. La première a lieu en 1986 et Oswald d'Andréa est au pupitre. Leur fructueuse collaboration est récompensée en 1987 lors de la 1re cérémonie des Molières : le spectacle est consacré Molière du meilleur spectacle musical.
Après de nombreuses musiques de téléfilms, il compose la musique du film La Vie et rien d'autre réalisé par Bertrand Tavernier, qui sera récompensée du César de la meilleure musique en 1990.
S'ensuivront les bandes originales des films Un week-end sur deux (Nicole Garcia -1990) et Capitaine Conan (Tavernier -1996).
En 2002, Oswald d'Andréa publie un roman autobiographique de 354 pages, L'Oreille en fièvre, préfacé par Jean Cosmos et publié aux éditions Pont-Scorff - Arthemus.

## Musicographie / Discographie / Théâtre / Cinéma / Télévision / Chansons

### Enregistrements sous son propre nom
- 196? : Oswald d'Andréa et le 4 de cœur - Un Premier Amour ∫ EP 4 titres Disques Polydor - Polydor BIEM 21848
- 1964 : Tokio 64 Olympic Disc ∫  LP Disques Polydor - Polydor LP 46150
- 1964 : Chansons sans paroles de... Georges Brassens  ∫  LP Disques Philips
- 1969 : Concerto pour commencer un concert ∫  LP Disques Moshe Naim - Moshe Naim MN 11003
- 1969 : Galaxie (Les uns par les autres) ∫  EP (4 titres) Disques Moshe Naim - Moshe Naim MN 22 003
- 1970 : 12 divertissements pour piano ∫  LP Disques Moshe Naim - Moshe Naim MN 11005
- 1971 : Le Temps : 0-12-24 (Les uns par les autres) ∫  LP Disques Moshe Naim - Moshe Naim 12002
- 1973 : Le Temps : les 12 signes du zodiaque ∫  LP Disques Moshe Naim - Moshe Naim 12004
- 1977 : Musiques originales des films imaginaires d'Oswald d'Andrea ∫  LP Disques Moshe Naim / Musidisc - MN 12018 ou MN 012018
- 1977 : Piano Formes ∫  LP Disques Moshe Naim / Musidisc - MN 12019
- 2005 : The Sound of Time ∫ CD EMEN - MN 17210

### Enregistrements Nicole et Oswald d'Andréa
- 198? : Brecht konzert ∫  LP Disques Moshe Naim - MN 12061
- 2005 : Deux pianos sur scène ∫ CD Disques Moshe Naim / EMEN - EMEN - MN 17209

### Musiques de films
- 1989 : La Vie et rien d'autre ∫  LP Disques Polydor - Polydor LP 84139 1 et en CD Polydor 841349-2
- 1990 : Un week-end sur deux de Nicole Garcia
- 1996 : Capitaine Conan ∫  CD Sony Music France - Sony (France) SK 62892

### Musiques de téléfilms
- 1973 : On l'appelait Tamerlan de Jacques Trébouta
- 1974 : Vani la merveille de Jean-Pierre Marchand
- 1975 : L'Ingénu de Jean-Pierre Marchand
- 1978 : Le Coup monté de Jean Cosmos
- 1982 : Aide-toi… de Jean Cosmos
- 1991 : D'Artagnan de Pierre Cavassilas

### Musiques d'émissions radiophoniques et de séries télévisées
- 1969 : Les indicatifs de RTL non stop (Les uns par les autres)[7]  ∫  EP 4 Titres Disques Moshe Naim - MN 32.001
- 1976 : Comme du bon pain série TV en 5 épisodes réalisé par Philippe Joulia
- 1978 : La Filière de Jean Cosmos - Série TV en 8 épisodes.
- 1980 : Julien Fontanes magistrat de Jean Cosmos Série TV 3 saisons, + 10 épisodes

### Musiques de spectacles - Créations et directions musicales en live
Pour Guy Rétoré au TEP (Théatre de l'Est Parisien):
- 1970 : L'Opéra de quat'sous de Bertolt Brecht et Kurt Weil  ∫  LP Disques Jacques Canetti - Jacques Canetti 48.838 (une création du Théâtre de l'Est parisien/Oswald d'Andréa avec Maurice Barrier; Maxime Casa; Rose Thiery)
- 1970 : Major Barbara de Georges Bernard Shaw (Ensemble Oswald d'Andréa - EP 6 titres) ∫ EP Disques Jacques Canetti - Jacques Canetti M 261.022
- 1972 : Sainte Jeanne des Abattoirs de Bertolt Brecht.
- 1972: La tempête de William Shakespeare
- 1973: Macbeth de William Shakespeare
- 1973: Frank V de Friedrich Dürrenmatt
- 1974: Androcles et le lion

Pour Jérôme Savary au Théâtre Mogador, au Théâtre National de Chaillot et en tournée:
- 1986 : Cabaret (œuvre récompensée en France lors de la 1re cérémonie de la Nuit des Molières en 1987 : Molière du meilleur spectacle musical)
- 1988: D'Artagnan écrit par Jean-Loup Dabadie, mise en scène de Jérôme Savary; musique originale d'Oswald d'Andréa.
- 1990: Zazou
- 1991 : Fregoli, spectacle de Jérôme Savary; texte de Patrick Rambaud et Bernard Haller; musique originale d'Oswald d'Andréa; mise en scène de Jérôme Savary;. Joué aussi au théâtre des Célestins de Lyon[8]

Pour Jean-Louis Martin-Barbaz et Laurent Pelly
- 1988 : Lola Montès[9] Comédie musicale (textes et lyriques) de Jacques Tephany ; musique originale d'Oswald d'Andréa ; mise en scène de Jean-Louis Martin-Barbaz et Laurent Pelly. Jouée au théâtre des pays du Nord de Béthune.

Pour Anna Kupfer, mise en scène de Pierre Ascaride
- 1992 : Transit : Autorisation de traverser un pays, s’il est bien établi qu’on ne veut pas y rester Spectacle musical[10].

Pour la compagnie de danse Sylvie Kay
- 1995 : La Fleur de l’âge spectacle de théâtre musical d’après un scénario inédit de Jacques Prévert. Mise en scène Udo Staf.

Pour Alain Marcel au Grand Théâtre de Genève / Théâtre Mogador Paris
- 1992: Kiss me Kate Comédie musicale; Lyrics de Cole Porteur - Orchestrations et Direction musicale

Pour le Quatuor l'Amandier - Estelle Gresset (clarinette), Denis Naegely (guitare), Thomas Nicol (violoncelle) et Philippe Borie (chant).
- 2010 : Le quatuor l’Amandier interprète Georges Brassens (nouveaux arrangements et orchestrations)[11]

### Compositions et partitions
- Les cinq temps : œuvre pour deux pianos en cinq mouvements (Le temps du printemps (1er), Le temps de l'été (2e), Le temps de l'automne (3e), Le temps de l'hiver (4e) et Le 5e temps.
- Concerto N°1 pour piano seul : en 4 parties (Bacchanale/Ad Libitum/Prière/Final

### Musiques de documentaires
- ? : Un autre horizon

### Compositions de chansons / Arrangements et direction musicale d'accompagnements d'artistes
Pour Joe Dassin
- 1965 : Je vais mon chemin (arrangement sur titre A1) ∫ EP 4 titres

Pour Jacques Debronckart
- 1966 : Jacques Debronckart (Premier album /11 titres) ∫ LP 33 tours BAM - BAM LD 433

avec Boby Lapointe et Pierre Hugon
- From two to two : chanson (chant, contre-chant)

Pour Catherine Sauvage
- 19??:

Pour Ofer Mikael
- 196? : am levadad (EP 2 titres) ∫  EP Disques Talia - Talia 7753

Pour Maurice Fanon
- entre 1964 et 1967  29 chansons

Pour Anna Prucnal
- 19??:

## Publication
- 2002 : L'Oreille en fièvre - Autobiographie d'Oswald d'Andréa préfacé par Jean Cosmos : 354 p / Éditions Pont-Scorff - Arthemus

### Émissions radiophoniques
- Sous les étoiles exactement, émission de Serge Levaillant et Serge Elhaïk, diffusion du 23 juin 2009 sur France Inter.
- Oswald D'Andrea et la chronique de Martin Pénet, émission Étonnez-moi, Benoît de Benoît Dutertre du 19 juin 2010 sur France Musique.